# À feu doux (film)
Pour plus de détails, voir Fiche technique et Distribution.
À feu doux est un film dramatique américain réalisé par Sarah Friedland et sorti en 2024,.

## Fiche technique
Sauf indication contraire, les informations mentionnées dans cette section peuvent être confirmées par les bases de données cinématographiques IMDb et Allociné,  présentes dans la section « Liens externes ».
- Titre original : Familiar Touch
- Réalisation : Sarah Friedland
- Scénario : Sarah Friedland
- Musique :
- Décors : Stéphanie Osin Cohen
- Costumes : Nan Zhou
- Photographie : Gabe Elder
- Son : Eli Cohn
- Montage : Aacharee Ungsriwong
- Production : Matthew Thurm et Alexandra Byer
- Société de production : Go for Thurm, Rathaus Films, Artemis Rising Foundation et Simbelle Productions
- Société de distribution : Arizona Distribution
- Pays de production :  États-Unis
- Langue originale : anglais
- Format : Drame
- Durée : 90 minutes
- Dates de sortie :
  - Italie : 3 septembre 2024 (Venise)
  - Canada : 5 octobre 2024 (Vancouver)
  - États-Unis : 
    - 6 octobre 2024 (Mill Valley)
    - 20 juin 2025 (en salles)

  - France : 
    - 18 juin 2025 (Paris)
    - 13 août 2025 (en salles)

## Distribution
- Kathleen Chalfant : Ruth
- Katelyn Nacon : Sophie
- Carolyn Michelle Smith : Vanessa
- H. Jon Benjamin : Steve
- Andy McQueen : Brian
- London Garcia : Cynthia
- Joahn Webb : Pearl